# Nandithrips pouzolziae
Nandithrips pouzolziae – gatunek wciornastka z rodziny wciornastkowatych i podrodziny Thripinae, jedyny z monotypowego rodzaju Nandithrips.
Rodzaj i gatunek typowy opisali po raz pierwszy w 2023 roku na łamach „ZooKeys” Remani Rajan Rachana, Bellapu Amarendra, Ramasamy Gandhi Gracy i Katasani Venkata Nagarjuna Reddy. Jako miejsce typowe wskazano Nandi Hills w okolicy Bengaluru w indyjskim stanie Karnataka. Nazwa rodzajowa pochodzi od miejsca typowego, natomiast epitet gatunkowy od rośliny żywicielskiej.
Samice osiągają około 1,2 mm, a samce około 0,85 mm długości ciała. Ubarwienie jest głównie złocistożółte, głowa, międzykrywki i zaplecze są jednak brązowe. Głowa pozbawiona jest szczecinek ocellarnych pierwszej i drugiej pary, natomiast szczecinek pozaocznych jest sześć par. Czułki buduje osiem członów, z których te od trzeciego do szóstego mają po kilka szeregów mikrowłosków, a trzeci i czwarty ponadto rozwidlone sensoria. Krótki stożek gębowy ma zaokrąglony wierzchołek. Głaszczki szczękowe zbudowane są z trzech członów. Przedplecze jest słabo rowkowane poprzecznie i ma dwie pary długich szczecinek tylnokątowych i cztery pary szczecinek tylnokrawędziowych, z których wewnętrzna jest dłuższa i grubsza niż pozostałe. Na poprzecznie rowkowanym śródpleczu szczecinki pary środkowej leżą przed szczecinkami pary submedialnej. Zaplecze ma bezładnie, poprzecznie porysowany przód, nieregularnie siateczkowany środek i podłużnie rowkowane boki. Szczecinki pary środkowej na nim leżą blisko przedniej krawędzi i są grubsze i ciemniejsze od szczecinek submedialnych. Przedpiersie ma niepodzielone ferna  i błoniaste, pozbawione szczecinek basantra. Spinasternum przedtułowia jest szerokie i poprzeczne. Na widełkach sternalnych śródtułowia obecny jest kolec, na tych zatułowia brak go natomiast. Skrzydła przednie mają siedem nasadowych i trzy odsiebne szczecinki na pierwszej żyłce, 6–9 szczecinek na drugiej żyłce, pięć żyłkowych i jedną dyskową szczecinkę na międzykrywce oraz falistą strzępinę. Odnóża zwieńczone są dwuczłonowymi stopami. Odwłok ma tergity pozbawione ktenidiów oraz zarówno tergity, jak i sternity pozbawione craspedum.
Owad orientalny, endemiczny dla Indii, znany tylko z miejsca typowego w Karnatace. Jego rośliną żywicielską jest Pouzolzia petandra subsp. wightii.